# Lethrinus crocineus
Lethrinus crocineus là một loài cá biển thuộc chi Lethrinus trong họ Cá hè. Loài này được mô tả lần đầu tiên vào năm 1959.

## Từ nguyên
Tính từ định danh trong tiếng Latinh có nghĩa là "mang màu vàng cam của nghệ tây", không rõ hàm ý, có lẽ đề cập đến "màu vàng nhạt" ở loài cá này.

## Phân bố và môi trường sống
L. crocineus có phân bố tương đối nhỏ hẹp ở Ấn Độ Dương, từ Socotra (Yemen) dọc theo Đông Phi đến Nam Phi, gồm các Madagascar và các đảo quốc xung quanh, còn quần thể ở Sri Lanka và biển Andaman dường như có sự khác biệt về mặt di truyền với quần thể từ Tây Ấn Độ Dương.
L. crocineus sống gần các rạn san hô ở độ sâu khoảng 5–150 m.

## Mô tả
Chiều dài cơ thể lớn nhất ở L. crocineus là 60 cm. Thân màu nâu tanin hoặc vàng nhạt, gốc vảy cá có khi màu đen. Đầu màu nâu sẫm hơn. Các vây hơi vàng hoặc trắng nhạt; rìa vây lưng hơi đỏ hoặc vàng.
Số gai ở vây lưng: 10 (gai thứ 4 thường dài nhất); Số tia vây ở vây lưng: 9; Số gai ở vây hậu môn: 3; Số tia vây ở vây hậu môn: 8 (tia thứ nhất thường dài nhất); Số tia vây ở vây ngực: 13; Số vảy đường bên: 46–47.

## Sinh thái
Thức ăn của L. crocineus có lẽ là động vật giáp xác và cá nhỏ như đa phần các loài cùng chi.

## Thương mại
L. crocineus được đánh bắt chủ yếu bằng dây câu và được bán tươi sống trên thị trường.